# Ramón Benítez
Ramón Arsenio Benítez (15 de junio de 1960, San Martín (Buenos Aires)) es un ex-volante del fútbol argentino que jugó en clubes de la Argentina y Bolivia durante las décadas de 1980 y 1990.
Benítez hizo su debut profesional en 1981 para Gimnasia y Tiro de Salta. Al año siguiente  jugó en Central Norte, pero poco después  pasó a jugar en Racing de Córdoba. Sus buenas actuaciones le valieron una transferencia a Instituto de Córdoba en 1983. Durante mediados de los '80 Benítez formó una sociedad ofensiva con Oscar Dertycia, Osvaldo Márquez y Enrique Nieto. Jugó en Instituto hasta 1988, completando más de 200 partidos en el club. En 1988,  fue transferido al Junior de Barranquilla, de Colombia. En 1989,  regresó a Racing de Córdoba, y en 1990 sufrió el descenso a la segunda división argentina. Benítez Jugó para Racing de Córdoba hasta 1992. Posteriormente, tuvo un breve paso por la Liga de Fútbol Profesional Boliviano, en el club Blooming. Más tarde ese mismo año,  firmó por Talleres de Córdoba. Entre 1992 y 1995 jugó 66 partidos y marcó 5 goles en Primera División. El equipo descendió en 1993, pero obtuvo la promoción a Primera con Talleres en 1993-94. En 1995 Benítez fue transferido a Instituto, equipo donde jugó el mejor fútbol de su carrera. En 1997, después de 41 partidos y 2 goles para Instituto, decidió retirarse del fútbol a la edad de 37 años.si